# Olympos (Zypern)
Der Olympos, auch Mount Olympos beziehungsweise Olymp oder Chionistra (griechisch Όλυμπος oder Χιονίστρα), ist mit 1952 Metern der höchste Berg der Mittelmeerinsel Zypern.

## Überblick

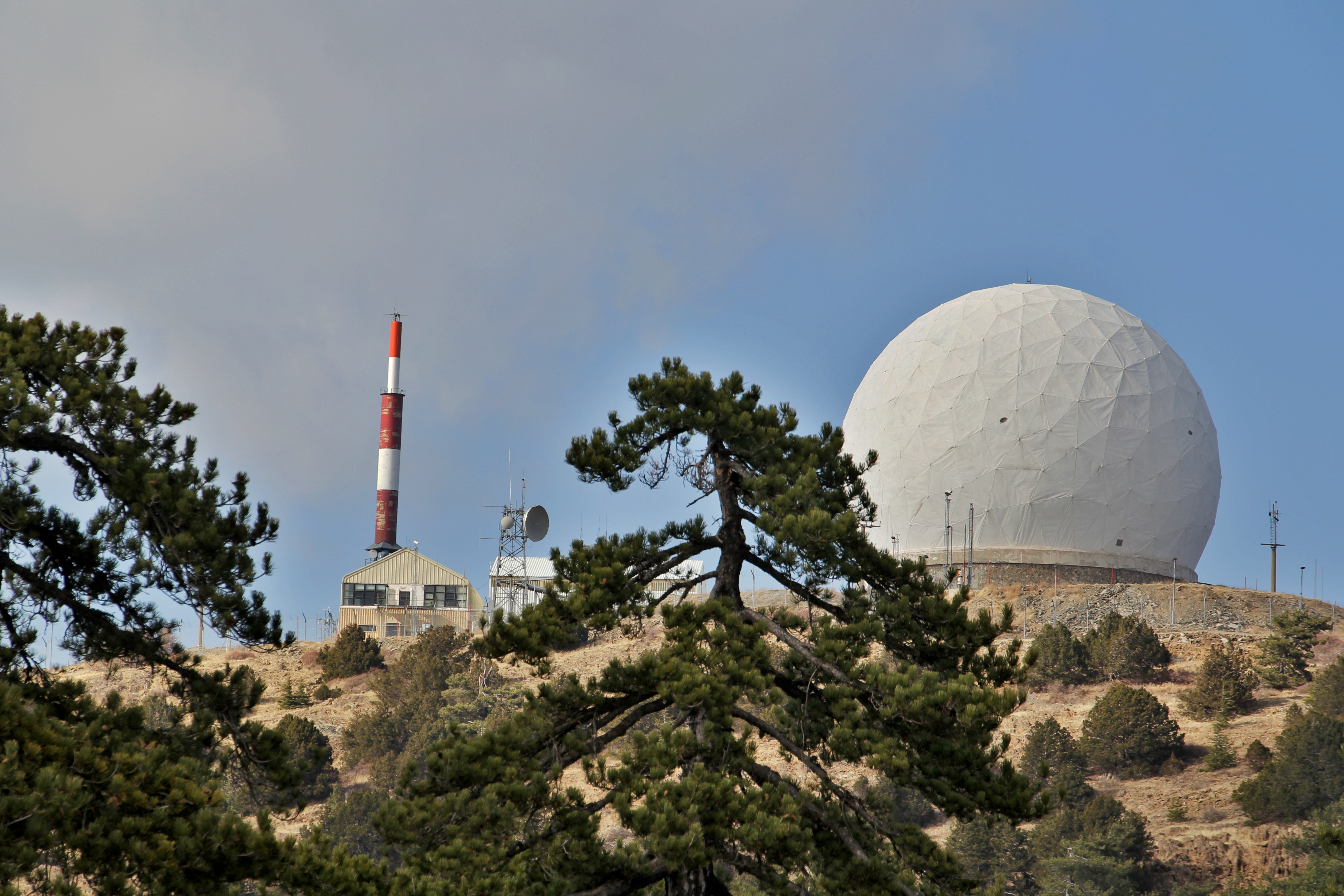
Radarstation auf dem Olympos

Der Gipfel im Troodos-Gebirge ist nicht zugänglich, da auf dem höchsten Punkt eine britische Radarstation der Royal Air Force gebaut wurde. Die 1974 installierte Anlage mit einem HF/VHF-Radarsystem dient zur Flugüberwachung im Umkreis von 1500 bis 3000 km.
Der Zugang erfolgt auf der Straße oder zu Fuß durch ein Tal, in dem es einige Wasserfälle gibt. In der Nähe des Berges Olympos liegt das bekannte Kloster Kykkos.
An den Hängen des Berges kann man von Januar bis März im einzigen Skigebiet Zyperns mit drei Schleppliften und einem Sessellift zwischen 150 und 500 Metern Länge Ski laufen. Außerdem sind hier zwei Langlauf-Loipen gespurt. Auf der Nordseite des Olympos befindet sich eine Abfahrt mit 120 Metern Höhenunterschied und einer Länge von 370 Metern, die von der FIS, dem internationalen Skiverband, anerkannt wurde. Seit 1977 findet hier ein alljährliches Internationales Ski-Wettrennen der Fédération Internationale de Ski (FIS) statt.

### Geschichte
Im späten ersten Jahrhundert v. Chr. oder im ersten Jahrhundert n. Chr. schrieb der Geograf Strabon, dass sich auf einem der Vorgebirge ein Tempel der Aphrodite Akraia (altgriechisch: Ἀφροδίτης Ἀκραίας) befand, was so viel bedeutet wie Aphrodite der Höhe, dessen Betreten Frauen verboten war.